# Nupserha alexandrovi
Nupserha alexandrovi är en skalbaggsart som först beskrevs av Plavilstshikov 1915.  Nupserha alexandrovi ingår i släktet Nupserha och familjen långhorningar. Inga underarter finns listade i Catalogue of Life.